# Ines Claus

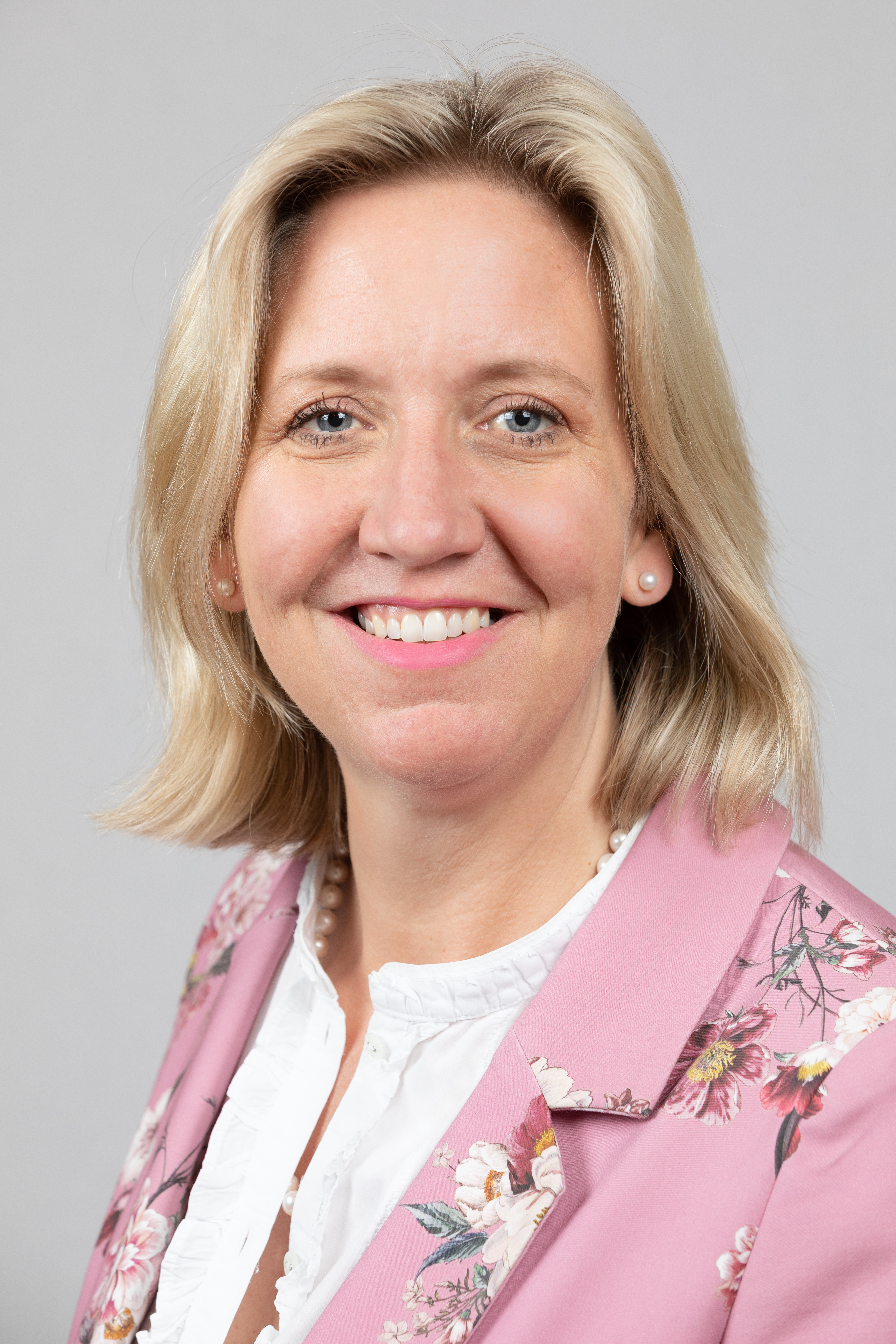
Ines Claus, 2019

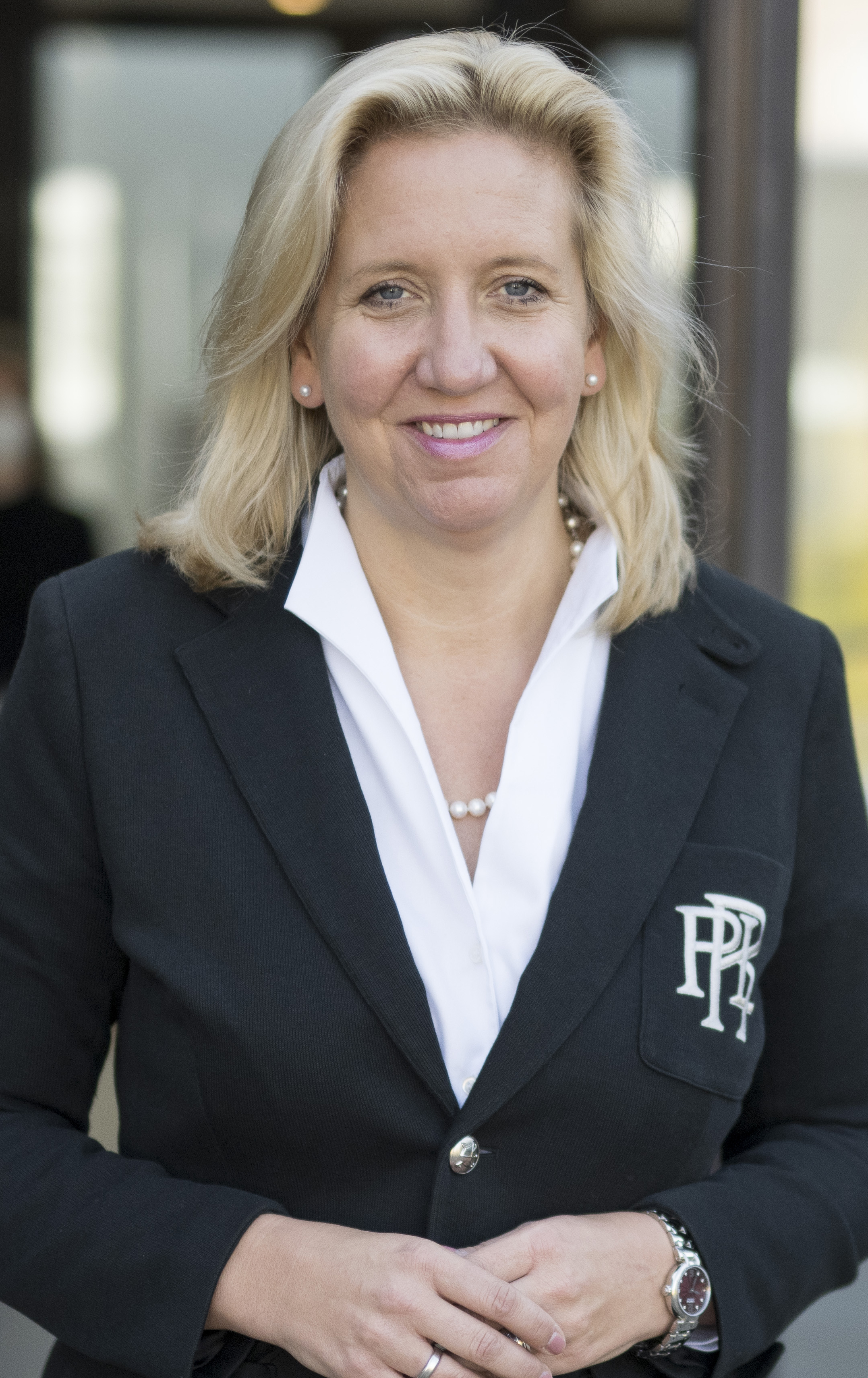
Ines Claus, 2021

Ines Claus (* 28. Juli 1977 in Bochum als Ines  Jochimsen) ist eine deutsche Juristin, Ministerialbeamtin und Politikerin (CDU). Seit dem 3. April 2020 ist sie Fraktionsvorsitzende der CDU im Hessischen Landtag. Seit Januar 2022 ist sie zudem Mitglied des Präsidiums der CDU.

## Leben
Claus studierte von 1997 bis 2003 Rechtswissenschaft und Politologie an der Universität Frankfurt am Main. Während ihres Studiums, das sie 2003 mit dem ersten juristischen Staatsexamen abschloss, war sie als Mitarbeiterin bei der Kanzlei Freshfields Bruckhaus Deringer in Frankfurt am Main tätig. Ihren juristischen Vorbereitungsdienst absolvierte sie am Landgericht Darmstadt und beim Europäischen Parlament. 2005 legte sie das zweite Staatsexamen ab. Von 2005 bis 2006 war sie als wissenschaftliche Mitarbeiterin bei der CDU Main-Taunus sowie beim Max-Planck-Institut für europäische Rechtsgeschichte tätig. Nach ihrer Zulassung als Rechtsanwältin arbeitete sie von 2006 bis 2009 als Persönliche Referentin im Büro des Landtagspräsidenten Norbert Kartmann sowie als stellvertretende Pressesprecherin für den Hessischen Landtag. Im Anschluss folgte eine Inanspruchnahme der Elternzeit. Von April 2010 bis 2018 war Claus, mit Unterbrechung durch eine weitere Elternzeit von Dezember 2014 bis März 2016, als Ministerialrätin Leiterin des Referates Europa, Internationale Beziehungen des Hessischen Landtages. Ab 2014 war sie wiederum Büroleiterin des Landtagspräsidenten.
Claus trat 1998 in die CDU ein. Sie ist seit 2010 stellvertretende Kreisvorsitzende der CDU Groß-Gerau und seit 2012 stellvertretende Vorsitzende des CDU-Bezirks Südhessen. Von 2001 bis 2018 war sie Mitglied der Gemeindevertretung in Bischofsheim und dort von 2017 bis 2018 stellvertretende Fraktionsvorsitzende.
Bei der Landtagswahl 2018 kandidierte sie als Direktkandidatin der CDU im Wahlkreis 48 (Groß-Gerau II) und zog als direkt gewählte Abgeordnete in den Hessischen Landtag ein. Am 3. April 2020 wurde Claus zur Fraktionsvorsitzenden der hessischen CDU-Landtagsfraktion gewählt, nachdem ihr Vorgänger Michael Boddenberg als hessischer Finanzminister vereidigt worden war. Diesen Posten im Kabinett Bouffier III galt es nach dem Tod des bisherigen Finanzministers Thomas Schäfer neu zu besetzen. Beim Bundesparteitag am 22. Januar 2022 wurde sie in das Präsidium der CDU gewählt. Bei der Landtagswahl 2023 zog sie erneut in den Landtag ein.
Ines Claus ist verheiratet und hat drei Kinder.